# Zdeněk Mahler
Zdeněk Mahler (Batelov, 7 de diciembre de 1928 – 17 de marzo de 2018) fue un escritor, musicólogo, pedagogo y guionista checo.

## Biografía
Hijo del ferretero Karel Mahler (1901–1970) y Marie Mahlerová (1903–1982), su familia estaba emparentada de manera lejana con el compositor Gustav Mahler. Estudió en la Facultad de Artes de la Universidad Carolina y colaboró en revistas estudiantiles así como en radios locales. Empezó a trabajar después de licenciarse. Desde 1960, trabajó como escritor independiente. Publicó varios libros, como «En busca de la edad de oro» y biografías de personajes famosos, como Tomáš Garrigue Masaryk, Antonín Dvořák o Ema Destinová.
Como guionista, Mahler contribuyó a la creación de películas célebres como Nebeští jezdci (1968), Den sedmý, osmá noc (1969), The Divine Emma (1979), Concert at the End of Summer (1980), Amadeus (1984), Los fantasmas de Goya (2007), Lidice (2011) entre otros documentales.